# Storstockholms fastighets AB
Storstockholms fastighets AB är ett svenskt fastighetsbolag som bildades 1994 och som äger och förvaltar bostadsfastigheter i bl.a. Storstockholm och övriga Mälardalen.
Bolaget finns med sina drygt 30 fastigheter i Danderyds kommun, Enköpings kommun, Lidingö kommun, Nacka kommun, Norrköpings kommun, Solna kommun, Stockholms kommun och Strängnäs kommun.